# Салават Юлаев
Вижте пояснителната страница за други личности с името Салават Юлаев.
Салава́т Юла́ев (на башкирски: Салауат Юлай улы; на руски: Салават Юлаев) е национален герой на Башкирия, поет-импровизатор.
Той е водач на башкирите в Селската война в Русия от 1773 – 1775 г., сподвижник на Емелян Пугачов.

## Памет
В негова чест в Русия (предимно в Башкирия) са наименувани редица обекти, организации и пр.:
- Салават – град в Башкирия
- „Салават Юлаев“ – клуб по хокей на лед в Уфа
- „Салават Юлаев“ – леден (зимен) дворец в Уфа
- „Салават Юлаев“ – съветски черно-бял игрален филм (1940)
- „Салават Юлаев“ – първата башкирска опера (1955)
- „Салават Юлаев“ – съветски речен параход (1963)
- „Салават Юлаев“ – строяща се джамия в Уфа
- „Салават Юлаев“ – улици в градове в Русия, включително:
  - „Салават Юлаев“ – проспект в Уфа
  - „Салават Юлаев“ – булевард в гр. Салават
- „Салават Юлаев“ и пр. – пещери в Русия, в които според легенда се е крил героят
  - „Салават Юлаев“ (Салаватска) – пещера в Башкирия, Ишимбаевски район
  - Идрисовска (Салаватска) пещера – пещера в Башкирия, Салаватски район
  - Салаватска пещера – пещера в Челябинска област, Уст-Катавски градски окръг, Салаватски гребен
- Салаватски гребен – хребет в Челябинска област, Уст-Катавски градски окръг, край река Юрюзан
- военни части: артилерийски полк, брониран влак

На него са посветени паметници и произведения на изкуството, сред които:
- музей „Салават Юлаев“ в с. Малояз, Салаватски район, Башкирия
- паметник в Уфа (конна статуя)
- бюстове: в Палдиски (Естония), Салават, Красноуфимск и др.
- балет Планински орел („Горный орел“, „Урал бөркөтө“) от 1959 г.
- „Салават Юлаев“ (1967) – държавна награда на Башкирия за постижения в културата
- „Салават Юлаев“ (1998) – орден на Башкирия
- ежегоден фолклорен празник на Башкирия
- картини, пощенски пликове и марки и пр.

На негово име през 1967 г. е учредена държавна награда.